# Filon z Megary
Filon z Megary, Filon Dialektyk (IV-III w.p.n.e.) – filozof starożytny, logik, należący do sokratyków mniejszych.

## Życie
O jego życiu wiadomo niewiele. Nie jest nawet pewne, czy rzeczywiście pochodził z Megary  (wczesne źródła nazywają go Filonem Dialektykiem). Prawdopodobnie, był aktywny w Atenach w ostatnich dekadach IV w. p.n.e. 
Jak podaje Diogenes Laertios był uczniem Diodora Kronosa, w tym samym czasie co Zenon z Kition, z którym miał się przyjaźnić i prowadzić żywe dyskusje . 

## Logika
W dawniejszej literaturze wiązano go ze szkołą megarejską. Współcześnie zalicza się go (wraz z Diodorem Kronosen) do odrębnej szkoły dialektyków . 
Filon znany był przede wszystkim jako logik. Uznawany jest za jednego z pierwszych filozofów zajmujących się logiką zdań . Jego dorobek dotyczył zdań warunkowych i logiki modalnej i miał wpływ na logikę stoików. 

### Zdania warunkowe
| p | q | p → q |
| - | - | ----- |
| P | P | P     |
| P | F | F     |
| F | P | P     |
| F | F | P     |

Koncepcję zdań warunkowych Filona znamy przede wszystkim dzięki relacji Sekstusa Empiryka (głównie Przeciw matematykom i Przeciw logikom) .
Uważa się, że Filon jako pierwszy podał definicję zdania warunkowego (stgr. συνημμέηοη) opartego na funktorach prawdziwościowych . Zdania te są fałszywe wtedy i tylko wtedy, gdy poprzednik jest prawdziwy i następnik jest fałszywy. Są natomiast prawdziwe w pozostałych trzech przypadkach (w obu przypadkach, gdy poprzednik jest fałszywy, a także w przypadku gdy zarówno poprzednik jak i następnik są prawdziwe) . 
Stanowisko Filona krytykował Diodor Kronos, wskazując, że zdania te są prawdziwe wtedy i tylko wtedy, gdy nie było możliwe i nie jest możliwe to, że poprzednik jest prawdziwy i następnik jest fałszywy . Te różnice w definicji pociągały za sobą różnice w ocenie prawdziwości zdań. Mają też znaczące wady.
Jak wskazywali już autorzy starożytni (m.in. Sekstus Empiryk) koncepcja Filona jest błędna w niektórych przypadkach implikacji materialnej, w której nie istnieje związek pomiędzy poprzednikiem a następnikiem. Np. zdanie: "Jeśli dziś jest wtorek, to jesteśmy w Belgii" będzie prawdziwym zdaniem warunkowym, jeśli tylko prawdziwe są zdania "jest wtorek" i "jesteśmy w Belgii" . 
Drugi problem wynikał z tego, że w hellenistycznej logice wartość logiczna zdań była powiązana z czasem, a więc mogła ulegać zmianie. Zdanie "Jeśli jest dzień, jest noc" jest zgodnie z koncepcją Filona prawdziwe w nocy i fałszywe w dzień .
Koncepcja Filona była znacząca dla rozwoju logiki. Odchodziła od rozumienia zdań warunkowych w języku naturalnym w kierunku abstrakcji i definiowaniu ich w kategoriach funktorów prawdziwościowych . Sposób ujęcia problemu prawdziwości zdań warunkowych antycypuje tabelę prawdziwości znaną ze współczesnego rachunku zdań. Wagę koncepcji Filona i Diodora dla późniejszego rozwoju logiki stoickiej zauważył Jan Łukasiewicz w 1935.

### Logika modalna
Problem modalności w logice hellenistycznej oparty był na dwóch przeciwstawnych parach: możliwości/niemożliwości i konieczności/braku konieczności. Modalności były pojmowane jako cechy rzeczywistości . Modalności u Filona (a także u Diodora i później u stoików) były traktowane jako pewne cechy sądów czy stanów rzeczy . 
Stanowisko Filona znane jest z kilku źródeł, przede wszystkim: Aleksandra z Afrodyzji (Komentarz do Analityk pierwszych Arystotelesa), Symplicjusza z Cylicji (Komentarz do Kategorii Arystotelesa) i Boecjusza (Komentarz do O interpretacji Arystotelesa). Większość z nich dotyczy tylko możliwości. Tezy o czterech modalnościach przekazał jedynie Boecjusz . Również w kwestiach modalności koncepcje Filona różniły się od stanowiska Diodora Kronosa .
Zdaniem Filona : 
- Możliwe jest to, co może być prawdziwe z samej swojej natury,
- Konieczne jest to, co jest prawdziwe i nie może być fałszywe,
- Niekonieczne jest to, co może być fałszywe,
- Niemożliwe jest to, co z samej swej natury nie może być prawdziwe.

## Dzieła
Żadne z jego dzieł nie zachowało się do współczesności. Zachowały się ich tytuły. 
Z tytułów (również zaginionych) pism Chryzypa, które krytykowały dzieła Filona, wiadomo, że był autorem dzieł: O znaczeniach i O trybach 
Jest prawdopodobne, że o dziele O znaczeniach mówi rozdział 9 Historii filozofii Pseudo-Galena. Terminologia logiczna używana w tym rozdziale odpowiada tej używanej przez dialektyków. Nie ma też śladów późniejszej epistemologii stoickiej . 
Był również autorem dialogu Meneksenos, w którym bohaterami byli filozofowie ze szkoły dialektyków: Diodor Kronos i jego pięć córek .